# Michael Curley
James Michael Curley (1874-1956) was een Democratisch politicus in de Amerikaanse staat Massachusetts en de stad Boston.
Michael Curley was de zoon van Ierse immigranten. Zijn vader stierf toen hij tien was en het volgend jaar ging hij zijn moeder, een werkster, steunen met het venten van kranten. Op zijn vijftiende ging hij werken in een pianofabriek. Later bezorgde hij boodschappen met paard en wagen en volgde intussen de avondschool. 
Als vrijwilliger van de katholieke kerk bouwde hij een achterban op voor zijn politieke ambities. In 1899 werd hij voor de Democraten in de gemeenteraad van Boston gekozen. In navolging van de New Yorkse Tammany Hall richtte hij een "Tammany Club" op, waarin hij picknicks en kerstfeestjes organiseerde voor de armen. In 1902 werd hij gekozen in het parlement van Massachusetts, maar het volgend jaar raakte hij in moeilijkheden doordat hij probeerde een analfabete jongen een baan als postbode te bezorgen.
In 1910 werd hij Congreslid en in 1913 stelde hij zich kandidaat voor het burgemeesterschap van Boston. De herkiesbare burgemeester John Fitzgerald, de vader van Rose Kennedy, schakelde hij uit door te dreigen diens affaire met een barmeid publiek te maken. Als burgemeester liep hij vooruit op de New Deal van Roosevelt met een beleid van openbare werken, die hij liet uitvoeren door werklozen. Die politiek voerde hij ook toen hij in 1934 gouverneur van Massachusetts werd. En ook hier zorgde hij goed voor de armen, maar vooral voor zichzelf. Ambtenaren moesten bijdragen aan zijn verkiezingscampagnes, net als bedrijven die lucratieve overheidscontracten wilden bemachtigen. Met kerstmis 1935 gaf hij 254 gevangenen gratie nadat hun advocaten hem een kerstcadeau hadden gestuurd. Toen de pers steeds meer de vinger legde op zijn corrupte bestuur, zag hij af van een tweede termijn en begon een campagne voor de federale senaatszetel van Massachusetts. Hij werd echter verslagen door de Republikein Henry Cabot Lodge. Ook campagnes voor het burgemeesterschap van Boston verloor hij in 1937 en 1941. Maar in 1942 won hij een Congreszetel en in 1946 werd hij nog eenmaal burgemeester.
In 1956 publiceerde Edwin O'Connor de roman The Last Hurrah over een politicus die erg veel leek op Curley. Die vond het een prachtboek maar deed er alles aan om verfilming te voorkomen. Toen hij datzelfde jaar stierf, brachten 100.000 mensen hem de laatste eer. In 1958 verscheen de film The Last Hurrah, met Spencer Tracy in de hoofdrol.
- Gemeinsame Normdatei: 119116022
- International Standard Name Identifier: 0000 0000 8139 7257
- Library of Congress Control Number: n96085290
- National Archives and Records Administration: 131043373
- Nederlandse Thesaurus van Auteursnamen: 238497593
- SNAC: w6524pcs
- Système universitaire de documentation: 093646267
- Biographical Directory of the United States Congress: C000996
- Virtual International Authority File: 59887072
- WorldCat: E39PBJrWFDGqgFV8QjjwDKqJDq